# 哈兹勒赫斯特 (喬治亞州)
哈兹勒赫斯特（英語：Hazlehurst）是一個位於美國喬治亞州傑夫·戴維斯縣的城市。根據2010年美國人口普查，該地人口為4226人，而該地的面積約為12.30平方千米。同時該地也是傑夫·戴維斯縣的縣治。

## 地理
哈兹勒赫斯特的座標為31°51′58″N 82°35′58″W / 31.86611°N 82.59944°W，而該地的平均海拔高度為76米（即249英尺）。